# Hanumant Singh
Hanumant Singh (* 29. März 1939 in Banswara, Rajasthan, Indien; † 29. November 2006 im Breach Candy Hospital in Mumbai, Maharashtra, Indien) war ein indischer Cricketspieler.

## Leben
Hanumant Singh begann seine Karriere als Cricketspieler im Jahr 1956. Bald darauf machte der Rechtshänder auch die ersten First-Class-Spiele für Holkar. Seinen ersten Test für die indische Nationalmannschaft absolvierte er vom 8. Februar bis 13. Februar 1964 in Delhi gegen England. Dabei war er erst der fünfte indische Spieler, der bei seinem Debüt ein Century erzielte. Trotz guter Leistungen gelang es ihm nicht sich zu etablieren und verblieb häufig mit dem indischen Verband im Streit. Als er im Test Match vom 25. September bis 30. September 1969 gegen Neuseeland zweimal früh ausschied, wurde er aus dem Kader gestrichen. Für weitere Touren der indischen Mannschaft wurde er nicht nominiert, vorgeblich auf Grund mangelnder Fitness. Nationales First-Class-Cricket spielte er noch bis 1979 für mehrere indische Auswahlteams. Dabei gelang es im nicht die Ranji Trophy zu gewinnen, da sie von Bombay dominiert wurde, jedoch gelang es ihm mit seinem Team acht Mal den zweiten Platz zu erzielen.
Anschließend wurde er Trainer und Schiedsrichter. Sein letztes Spiel als Schiedsrichter leitete er 2001, als Trainer blieb er der Mannschaft aus Rajasthan, die er zur Ranji Trophy führen wollte, treu, bis er Anfang November 2006 ins Krankenhaus eingeliefert wurde. Er starb am Mittwoch, dem 29. November 2006 an den Folgen einer Hepatitis-B-Erkrankung im Breach Candy Hospital in Mumbai. Er hinterließ seine Frau, seinen Sohn Sangram und seine Tochter Tinika.

## Erfolge
1963–64 wurde er Indiens Cricketspieler des Jahres. Obwohl er mit 686 runs in 14 Test-Spielen nur relativ geringe Erfolge vorweisen konnte, erreichte er in 207 First-Class-Cricket-Spielen die hohe Anzahl von 12338 runs. Außerdem wurde er Direktor der Trainerausbildung in der World Cricket Academy (WCA).